# 電光超人グリッドマンの登場怪獣
電光超人グリッドマンの登場怪獣（でんこうちょうじんグリッドマンのとうじょうかいじゅう）では、円谷プロダクション製作の特撮テレビドラマ『電光超人グリッドマン』に登場した怪獣の詳細を記述する。並び順は登場話数順。

## 特徴
藤堂武史がパソコンで描いた怪獣のイラストを、カーンデジファーが実体化させることで誕生する。
武史とカーンデジファーが標的とするのは機械化・オートメーション化がなされていて、プログラムに欠陥が生じると致命的な被害に遭うような場所であり、「諸悪の根源はカーンデジファーだが、人間に直接被害を与えるのは人間が作ったシステムの暴走」という図式が成立する。
怪獣たちはコンピュータ・ワールド内で暴れることにより、現実世界に恐ろしい現象をもたらす。電子機器の能力を超えた暴走を引き起こすことができるばかりか、パソコンの画面から直接人間に干渉して洗脳するなど、電子機器に関係のない超常現象すら実現可能。特に、中盤からはそうした傾向が顕著に見られるようになる。
これらの異常現象に見舞われた人間はうろたえ、無力さをさらけ出す。これは、機械に依存しすぎた人間がしっぺ返しを食っていると見ることもでき、番組そのもののテーマを示唆していると言える。しかし最終的には直人たちの活躍で事件が解決するため、「機械の問題を解決するのもまた人間である」という希望的な面も見受けられる。
本作品における怪獣は基本的にコンピュータウイルスの類として描かれるが、カーンデジファーが次元を捻じ曲げるようなことがあれば、現実世界に怪獣が送り込まれる可能性もある。各怪獣には現実世界に出現した際の身長・体重が設定されている。
シリーズ前半での怪獣の出現シーンは、ターゲットとなるコンピータ・ワールド内に怪獣の姿が徐々にフェードインする、という演出がなされていたが、25話のベノラ以降はグリッドマンと同様にパサルートから出現する形に変更されている。
怪獣の声は役者の声を加工したものや、過去の円谷怪獣の声をベースに仕上げたものもある。

### デザイン・造形
デザインは商品化を前提としていたため、スポンサーのタカラ（現・タカラトミー）側が担当し、初期の怪獣は複数のカラーパターンが検討された。深川昌之によるラフデザインをもとに、『グリッドマン』担当チームの赤松和光が商品化やアクション、着ぐるみの改造を考慮してクリーンナップを行っている。怪獣の名称もほとんどが赤松による。また、ギラルスとバモラのみ、山口修によってクリーンナップが行われた。商品化の予定がない後半の怪獣は、円谷プロ側で自由にデザインされた。
怪獣の着ぐるみの製作は開米プロダクションが受け持っており、新規に製作された怪獣スーツは予算の関係から初期第1クールに登場した13体のみとなっている。第2クール以降は最も転用回数が多いフレムラーを筆頭に、その13体を改造しながら物語を進行させており、メタラスとジェネレドン以外は全て別の怪獣に改造されている。スーツを改造してシルエットを変化させるという案は、かつて成田亨に師事していた経験のある赤松が、成田がデザインした『円盤戦争バンキッド』の宇宙人から着想を得たものである。第13話以降の怪獣の着ぐるみの改造は円谷プロの現場の美術スタッフによって行われた。当初は初期13体すべてがメカ化される予定であった。また、各怪獣のパーツを一体化させた「最強合体獣ジエンドラ」という怪獣もデザインされていた。
怪獣を倒すことが弱い者いじめに見えないよう、グリッドマンのスーツアクターを中肉中背の人物にし、怪獣の造形を大きくすることで、ヒーローが大きな怪獣と命がけで戦っているように見せている。また、残酷描写を避けるために怪獣が切られても血が出ないプログラムという設定にしている。
武史のパソコン上のシーンは、グリーンバックで撮影された。

## 魔王 カーンデジファー
第1話「新世紀ヒーロー誕生!」から第38話「危うし地球!」に登場。
ハイパーワールドから脱走してきた次元犯罪者。「伝説の悪魔」と呼ばれ、様々な次元に跳躍して侵略行為を行う。一人称は「わし」。
ハイパーエージェント（グリッドマン）に追われ、現実世界に侵入した後、周囲と調和することのできない暗い感情を持つ武史の心の歪みに目を付け、彼の所有する専用のコンピュータに棲み付く。以後、武史を使って怪獣を作らせ、コンピュータ・ワールドのみならず、現実世界をもその手中に収めようと画策する。
傲慢でプライドが高く、少しでも怒らせたり、計画が失敗したりすると武史を洗脳光線で制裁することがある。また、30話ではゆか造にひどい目に遭わされた武史に思わず失笑し咳払いでごまかしたり、31話ではマイペースなキララに翻弄されるなど、時にユーモラスな面も垣間見せる。
怪獣の体を形成して生命を与える実体化光線と、あらゆるコンピュータのプログラムを狂わせるシステム組み換え光線を照射する。
サイズ（データ容量）は自在に変化できるらしく、フロッピーディスクに入れられたこともあるが、メディアが無くても自由に移動できる。
スカボーンの作戦が失敗したのをきっかけに武史を見限り、自ら現実世界に出ようとした。
- 声：佐藤正治[3]
- スーツアクター：榎本貴志
- 名前はデジタルルシファー（電子の悪魔）の略で、「カーン」は語感を強めるためにつけられた[17]。シナリオ段階では「シュレッダー」という名称であった[18]。
- スーツはマスクとローブのみで、ローブの中は造形されていない[7]。初期デザイン案では、人間的なシルエットで描かれていた[19]。
- 撮影は主にグリーンバック上で行われた[7]。
- 電光ヒーローシリーズNo.19としてソフトビニール人形が発売された[20]。設定では下半身の形状がないことから、形状は独自解釈で決められた[21][22]。

### 巨大カーンデジファー
第38話「危うし地球!」、最終回(第39話)「さらばグリッドマン」に登場。
失敗を繰り返す武史のあまりの不甲斐なさに愛想を尽かしたカーンデジファーが、武史を捨てた後に自ら武史のコンピュータが異常増殖した増殖コンピュータによって巨大化した姿。通常時に比べ、頭部の角状部分が大きく鋭角になっている。
腕から放つ破壊光線や手を振りかざして取り出す魔王剣デジファーソード、マントから放つ突風デッドスパイラルを駆使し、腕先から放射する電流で武史や一平にもダメージを与えた。
武史のパソコンのコンピュータ・ワールドを占拠し、そこをホストステーションとして世界中のコンピュータ・ワールドを操るシステムを作り上げ、さらには現実世界に出現しようとした。最後の決戦に挑んできたグリッドマンもその強大な力で返り討ちにし、一度は撤退に追い込む。
その後、直人たちの挑発に乗り、ジャンクのコンピュータ・ワールドに赴く。監禁プログラムに囚われるも、これを力ずくで振りほどき、さらに全てのアシストウェポンのプログラムを破壊・消滅させ、ジャンクと連動しているグリッドマンのパワーとエネルギーを急速に消耗させた。
武史のパソコンのコンピュータ・ワールドに行き、元通りに修復しようとするグリッドマンを妨害してそのまま現実世界に出ようとしたが、グリッドマンの激しい抵抗でデジファーソードを折られ、武史が作成した破壊プログラムの到着によって形勢が逆転。武史のパソコンのコンピュータ・ワールドが崩壊する中、グリッドマンを道連れに最後の攻撃を仕掛けようとするも、グリッドハイパービームを喰らい、崩壊の中心部に押し戻され、そのまま消滅した。
- 声：佐藤正治[3]
- スーツアクター：三宅敏夫
- 着ぐるみはアトラクション用マグマ星人の流用[27][4]。通常時の頭部の形状を改修している[28]。初期案ではネオメタラスのボディを改造する予定でデザインされていた[29][4]。またそれとは別に「カーンデジファー戦闘形態（大魔獣デジファー）」というデザイン案も存在する[19]。
- オープニングのクレジットでは「巨大魔王カーンデジファー」と表記されており、書籍によってはこれに準じている[10][4]。書籍『円谷プロ全怪獣図鑑』では別名を「魔王」と記述している[23]。

## 結晶怪獣 ギラルス
第1話「新世紀ヒーロー誕生!」に登場。
武史の作ったウイルスプログラム「怪物ギラルスの拷問屋敷」のキャラクターが、カーンデジファーにより実体化したもの。全身が乱立した大小不揃いの硬い結晶に覆われた姿をしており、口から破壊ガスを噴射する。
ゆかの実家である井上病院の医療用コンピュータのコンピュータ・ワールドに侵入、内部を破壊することで医療機器を暴走させるなどの現象を引き起こして病院内の機能を停止させ、盲腸の手術中の大地を苦しめた。
巨大化できないグリッドマンをその巨体で踏み潰そうとするが、ジャンクから送られた巨大化プログラムにより巨大化に成功したグリッドマンの猛攻で弱点である鼻部の結晶を折られ弱体化、戦闘の末にスパークビームとグリッドビームの連続攻撃を受けて倒された。
第14話ではCGの姿で再生され、メカギラルスに改造されるシーンに登場する。
- スーツアクター：三宅敏夫
- デザイン画での名称は「ギラン」[4]。シナリオ段階では「ゴーモン」という名称であった[18]。
- リハーサル時にグリッドマンの回し蹴りで鼻部分のFRP製の大型結晶が破損し、撮影を中断して別の素材で作り直された[6][10]。
- 雑誌連載『電光超人グリッドマン 魔王の逆襲』（1994年10月号掲載分）に魔眼獣デビライトが甦らせた再生怪獣軍団の一体として登場している[32]。
- 電光ヒーローシリーズNo.4としてソフトビニール人形が発売された[20]。

### 結晶怪獣 メカギラルス
第14話「あやつられた時間」に登場。
ギラルスが再生・改造されてパワーアップした姿。全身各所の結晶が基盤装甲で強化された機械質となり、特に両腕の爪と以前の戦いでグリッドマンに破壊された頭部の角は大型化された。防御力も向上している。口からシステム組み換え光線や破壊電撃を放つ。
武史が、目覚まし時計が鳴らず学校に遅刻してしまったことを時計のせいにし、世界中の人々のスケジュールを狂わせるために作成。グリニッジ天文台にある標準時センターのコンピュータに侵入し、世界中の時計ばかりか人間の時間感覚すら狂わせる大規模な事件を起こした。身体を振動させることでも時間を操れる。
その戦闘力でグリッドマンを苦しめるも、サンダーグリッドマンの前では押され気味になり、最後はサンダーグリッドビームで倒された。
- スーツアクター：田中普史
- 着ぐるみはギラルスの改造[35][9]。深川のアイデアで怪獣衛星と連携して攻撃するという設定が提示された[4]。

## 弾力怪獣 バモラ
第2話「アクセプターの秘密」に登場。
ゴムのように弾力性のある柔軟な皮膚を持った怪獣。後頭部から首にかけて6本の刀状の角を備える。怪力と素早さを併せ持ち、多少の攻撃では無力化されるためビクともしない。また、鋭い爪を武器とし、プロレスのような技を得意とする。口からシステム組み換え光線や破壊光線を放つ。
カーンデジファーに洗脳された武史が「自分の思うままの怪獣を作れ」と命令されるがままに作成し、桜が丘大学のスーパーコンピュータ「LAH-9000（）」のコンピュータ・ワールドに送り込む。LAH-9000を空間ワープ装置に作り換え、現実世界に出現しようとした。
バリア光線を事前に張り巡らしてグリッドマンの侵入を防ぎ、後一歩で現実世界に出るところまで行ったものの、ジャンクから送られた破壊プログラムでバリアを破ることに成功したグリッドマンに阻止され、激しい格闘戦で刀状の角を2本折られた後、グリッドビームで撃破される。
- スーツアクター：西村敦也
- デザイン画では黄色など複数のカラーリング案が描かれていた[29]。デザイン画での名称は「バムキラー」[4]。デザインイメージはプロレスラー[4]。
- 電光ヒーローシリーズNo.5としてソフトビニール人形が発売された[20]。

### 弾力怪獣 メカバモラ
第16話「一平、チビる!?」に登場。
バモラが再生・強化改造されてパワーアップした姿。左腕と尻尾が鉄球になり、以前よりもパワーが増している。また、以前の戦いでグリッドマンに破壊された頭部の角は機械化された。
武史が夜中に無灯火で自転車に乗っていたのを警察官に職務質問を受けて厳しく注意され、さらに自転車泥棒の疑いまでかけられたことに腹を立てて作成。警察署のコンピュータ・ワールドに侵入し、防犯システムを破壊して強盗殺人犯の鬼丸信三を脱走させ、桜が丘の町をパニックに陥れた。その後は情報システムを破壊し尽くし、でたらめな目撃情報で捜査を混乱させる。
左腕の鉄球でスパークビームを受け付けず、圧倒的なパワーでグリッドマンを叩きのめすが、サンダーグリッドマンのドリルブレイクとサンダーグリッドビームで倒された。
- スーツアクター：三宅敏夫
- 着ぐるみはバモラの改造[37][9]。凶悪さを増すため、トゲを増加している[4]。
- ソフトビニール人形の量産用金型が準備されていたが未発売となり、小学館から発売された『電光超人グリッドマン超全集』の懸賞品となった[3]。

## 火山怪獣 ボルカドン
第3話「電話パニック危機一髪」に登場。
背中に噴火口のある甲羅を持つ、亀のような姿をした怪獣。口や背中から高い爆発力を持つ火山弾を噴き出す。感情が高まるとマグマエネルギーが背中から噴出し、戦闘力が強化される。普段は4足歩行で行動するが、直立して格闘することも可能。
武史が母親からの電話のベルや大声で通話する人間に苛立ったことから作られた。LTT桜が丘電話局のコンピュータ・ワールドに侵入し、電話回線のシステムを破壊して移動電話を使用不能にして混線させた。
火山弾と突進攻撃でグリッドマンを苦戦させるが、スパークビームで噴火口を破壊され、グリッドビームで倒される。
- スーツアクター：三宅敏夫
- 名前は火山を意味する「ボルケイノ」に由来する[17]。他に「マグナ」「火山獣マグマス」などの案が存在した[17][4]。
- タカラ担当チームの赤松和光によれば、特撮監修の高野宏一からの要望により四足歩行怪獣となったが、特撮監督の佐川和夫がグリッドマンと取っ組み合いできないとして2本足で立ち上がることとなった[6]。
- 電光ヒーローシリーズNo.6としてソフトビニール人形が発売された[20]。

## 透明怪獣 ステルガン
第4話「暴走自動車」に登場。
姿を消す能力を持った怪獣。翼を羽ばたかせることで空中を飛行し、現実世界においても、電波を利用してケーブルの繋がらない機器へ移動できる。両翼から衝撃波を放射し、口からは青い破壊光線を吐いて攻撃する。
ボルカドンが起こした事件の際、ファクシミリで各地に送られたカーンデジファー名義の挑戦状を、評論家の細野龍元にワイドショーで「馬鹿なハッカーの愚行」と侮辱された武史とカーンデジファーが彼に仕返しをする目的で作成。細野と直人の父・宗一郎が搭乗する最新自動車の車載コンピュータに、自動車電話の回線から侵入し、自動車を暴走させた。その後は「一度に破壊せず、じわじわと苦しめろ」とカーンデジファーに命令され、交差点の中央で車を停止させ、安心しきったところでまた暴走を始めるという陰湿な嫌がらせを行い、細野を精神的に追いつめる。
透明化と空中からの奇襲攻撃でグリッドマンを翻弄するも、ゆかが送ったプログラムにより透明化を封じられ形勢が逆転。滑空突進攻撃をかわされ、両足を掴まれて宙に投げ飛ばされた上、スパークビームで翼を切断され、墜落したところにグリッドビームでとどめを刺された。
第20話ではCGの姿で再生され、メカステルガンに改造されるシーンに登場する。
- スーツアクター：西村敦也
- 名前はステルスに由来する[17]。
- 初期デザイン案では大きな腕（翼）を持ったエイやツバメの要素を持った飛行形態が別に描かれていた[29][4]。
- 雑誌連載『電光超人グリッドマン 魔王の逆襲』（1994年10月号掲載分）に魔眼獣デビライトが甦らせた再生怪獣軍団の一体として登場している[32]。
- 電光ヒーローシリーズNo.7としてソフトビニール人形が発売された[20]。

### 透明怪獣 メカステルガン
第20話「地球から色が消える?!」に登場。
ステルガンが再生・改造されてパワーアップした姿。以前の戦いでグリッドマンに破壊された両翼は完全に機械化され、飛行速度はマッハ15になり、翼から放つ衝撃波も大幅強化された。口からはシステム組み換え光線を放つ。今回は飛行能力はほとんど使用せず、隠しコマンドによる透明化能力も光線技を避けるなどの防御手段として使っていた。
CGコンテストで、直人の叔父でもある審査員であるCGアーティストのジロー・ダイ（翔大次郎）に作品をけなされて落選された武史が復讐のために作成。ジローのオフィス内にあるコンピュータに侵入し、彼の作成した全ての作品から色を消し去った。さらにパソコン内のカラーパレットを組み替えて視覚破壊光線を放射、ジローの色彩認識能力をも麻痺させて奪い、彼を自暴自棄に追い込む。その後は視覚破壊光線をオフィスから町中に照射し、現実世界を色のないモノクロ世界へ変えていった。
強化した衝撃波でバリアーシールドを吹き飛ばし苦戦させるが、ドラゴンフォートレスのフォートレスミサイルで形勢が逆転。キングジェットのビューストームαとダイナファイターのビューストームβによる隠しコマンド解除攻撃で透明化を解除され、連続攻撃の末グリッドビームで倒された。
- スーツアクター：西村敦也
- デザイン画ではコクピットのディテールが頭部にあった[4]。
- 着ぐるみはステルガンの改造[37][9]。他に「幽霊怪獣ギーゴース」「竜巻怪獣トルネーダ」という改造案も存在した[11]。

## 裂刀怪獣 バギラ
第5話「男の意地の必殺剣!」に登場。
全身に鋭利な刃物を持つ怪獣。両腕の刃はあらゆる物を切り裂き、強烈に振り払えば青い閃光を発射することも可能。
不注意でスーパーの配送員の果物を運ぶ台車とぶつかり、転倒してしまい、周囲から笑い者にされたと思い込んだ武史がその腹いせに作り出した。中央総合配送センターのコンピュータ・ワールドを襲撃して機能を麻痺させ、物流をストップさせて町中を混乱させる。
全身の刃物でグリッドマンを寄せ付けず、スパークビームをかき消すばかりか、グリッドビームさえ両腕の刃を交差させて防御してしまうなど、圧倒的な強さを見せつけた。しかし新兵器バリアーシールドとプラズマブレードの登場によって逆転され、両腕を切断されてしまう。
- スーツアクター：三宅敏夫
- 初期デザイン案では尾がブーメランになるという設定があり、後のメカバギラに継承された[29]。
- 『ウルトラ怪獣擬人化計画』にて擬人化された。
- 電光ヒーローシリーズNo.8としてソフトビニール人形が発売された[20]。

### 裂刀怪獣 バギラ（改造）
第6話「恐怖のメロディ」に登場。
カーンデジファーの命令を受けて退却した後、グリッドマンへの復讐のために切断された両腕の刃をより鋭く巨大に再生・強化改造されて、復活した。大幅に刃の切断力がアップしている。
武史が前回の敗北を引きずって拗ねている最中、電子楽器店「SAKURAGAOKA MUSIC LAND」から聞こえた音楽に苛立ったことから、楽器店を襲って人間に害を及ぼす殺人音波を流させる計画に登用される。店の電話線と繋がっているコンセントを経由してコンピュータピアノのコンピュータ・ワールドに侵入するが、破壊活動の最中にシステムの中にいたアノシラスが現れ、光線を受けて倒されてしまった。
- スーツアクター：西村敦也
- 名称を「改造バギラ」[31][4]と記載している資料もある。
- デザイン画は改造前とは別に描かれている[29]。

### 裂刀怪獣 メカバギラ
第18話「竜の伝説」に登場。
バギラが再生・強化改造されてパワーアップした姿。左目に備わったセンサーアイ（メカ眼帯）で狙いを定め、尻尾先の刃をブーメランのように飛ばして攻撃する。口からはシステム組み換え光線を放射する。
日本考古学研究所のコンピュータに侵入、システムを組み換えて暴れることで、中国の氷河から運び込まれた、5,500年前のものと見られる凄惨な最期を迎えた姫に仕えていた騎士のミイラを蘇らせて生前の復讐をさせるため暴れさせた。ミイラと精神が連動しているため、ミイラの行動はメカバギラにも影響する。
ゆかを生前の恋人の姫と誤認したミイラの戦意喪失で一度は動きが止まってしまったものの、機械化によって高い強度を得た両腕の刃でプラズマブレードやバリアーシールドさえ寄せ付けず、終始優勢に戦いを進めた。しかし、一平が送り込んだ新兵器ドラゴニックキャノンに気を取られた隙にドロップキックで間合いを大きく離され、ドラゴンファイヤーとグリッドビームの連続攻撃を受けて倒された。
- スーツアクター：三宅敏夫
- 着ぐるみはバギラの改造[出典 30]。デザイン画では尻尾全体が分離してブーメランになる予定だったが、特撮の都合から尾の先のみとなった[4]。
- ソフトビニール人形の量産用金型が準備されていたが未発売となり、小学館から発売された『電光超人グリッドマン超全集』の懸賞品となった[3]。
- 『グリッドマン』を原作とするテレビアニメ『SSSS.DYNAZENON』は、ドラゴニックキャノンと共にミイラの要素も汲み取られており、ミイラと作品主人公であるガウマとの関係性が示唆されている[39]。

## 電子アニマル アノシラス
第6話「恐怖のメロディ」に登場。
武史が作った怪獣ではなく、電子ピアノのコンピュータ・ワールドミュージックエリアに元から棲息する電子生命体で、「音の精霊」とも呼ばれる同じコンピュータ・ワールドの住人である人型の電子生命体のユニゾンと共にミュージックエリアを守る。入力された音楽のノイズを吸収し、雑音を浄化している。
優しい心の持ち主で、性格も大人しいが、強化されたバギラの攻撃も寄せ付けない頑丈な皮膚を持ち、角からは攻撃用のビーム、口からはフィクサービームを放つ。
電子ピアノのコンピュータ・ワールドを襲撃してきた改造バギラを角から発射する光線で倒し、破壊されたシステムを修復した。
- スーツアクター：三宅敏夫
- 書籍『電光超人グリッドマン超全集』では、名前は「共振＝アノシル」に由来すると記述しているが[17]、該当する単語は存在せず、当時タカラの担当者であった赤松和光は後年のツイートにて当時の時点で記憶違いであったものとしている[42]。他に「サウンドラー」「ゴングラー」などの案も存在した[17][4]。
- デザインは巻貝をモチーフとしており、初期デザイン案でのスピーカー状の部位が変遷していったものである[29]。また幼生のデザインやゴングのような甲羅、管楽器のような巻貝やヘビメタのような凶悪的なデザインも存在した[29]。
- 第6話の脚本を担当した川崎ヒロユキは、元々はミュージシャンでもあるエド山口がレギュラー出演していたことから音楽を題材にしたエピソードを執筆したところ、シリーズ構成の平野靖士の要請でユニゾンを登場させることになったが、ユニゾンの登場シーンの合成に手間がかかることから円谷プロ側が難色を示し、その後コンポイドの類を登場させられなくなり関連した設定がお蔵入りになってしまったと語っている[注釈 9]。
- 電光ヒーローシリーズNo.9としてソフトビニール人形が発売された[20]。商品名は「音波怪獣アノシラス」だが、変身前の姿で造形されている。
- テレビアニメ『SSSS.GRIDMAN』ではコンポイドに似た姿をした怪獣少女アノシラス（2代目）が登場[出典 32]。また最終回では、原典と同じ姿のアノシラスが登場し、こちらは原典と同一存在であることが示唆されている[出典 33]。詳細は作品項目を参照。

### 音波怪獣 アノシラス（変身）
第6話「恐怖のメロディ」に登場。
アノシラスの強さに目を付けたカーンデジファーが、武史の奏でる殺人音楽で凶暴化したアノシラスを邪悪な怪獣に変身させたもの。変身前との違いとして、両目が赤く、目つきも鋭くなり、角の形状も変化している。口から破壊光弾、角から音波光線を放ち、バギラに代わって殺人音楽作戦を遂行した。
戦闘中に割って入ったユニゾンの説得で、アノシラスが本来は心優しい怪獣であると知ったグリッドマンは手が出せず、苦戦を強いられるが、ユニゾンとゆかが奏でる清浄なメロディーの力がアノシラスを浄化して本来の姿に戻す。その後、助けてもらった礼として、アノシラスはユニゾンと共にプラズマブレードとバリアーシールドをグリッドマンソードに強化した。
- スーツアクター：三宅敏夫
- スーツは、凶暴化したフェイス部分を追加加工させる形で変化させている[10]。

### 超音波怪獣 ニセアノシラス
第17話「孤独なハッカー」に登場。
アノシラスをモデルに武史が作成した、アノシラスの偽者怪獣。容姿はアノシラスの凶暴化後の姿を元にしているが、共鳴板の色が微妙に異なる。本物よりもさらに強力な超音波を放つほか、角から放たれる分子変換超音波ビームは「対グリッドマン用の秘密兵器」と呼ばれ、浴びた者の分子構造を組み換えて身体を脆くしてしまう。
武史が自分と同類だと見なしていた足の不自由なハッカー・田宮シゲル（スニーカー）が、直人たちから友好的な扱いを受けたにもかかわらず拒絶したのを見て、怒りと嫉妬に駆られたことから作成。パソコン通信ネットワークのホストコンピュータに侵入し、通信を利用する全ての人間を洗脳して、世界中のコンピュータデータを破壊させようとした。
超音波ビームでグリッドマンの分子構造を両足から徐々に変化させ、ついには下半身を完全に固めて動きを封じるが、グリッドマンソードで共鳴板を突かれ、洗脳超音波が出せなくなったことでパソコン通信利用者の洗脳が解ける。その後、シゲルのハッキングでプログラムを破壊され不完全な状態のまま送り込まれたゴッドゼノンを倒すも、正気に戻ったシゲルが送った解凍プログラムで自由を取り戻したグリッドマンの飛び蹴りで角を破壊され、尻尾を掴まれて宙に放り投げられたまま、グリッドビームで倒された。
見た目がかつてのアノシラスと同じだったため、一平とゆか、それに最初に見たカーンデジファーは一瞬本物と疑ったが、その直後にグリッドマンから偽者と看破された（カーンデジファーには武史自ら説明）。
- スーツアクター：三宅敏夫
- 着ぐるみはオリジナルのアノシラスの流用[出典 38]。スーツ改造案のデザイン画も存在したが、実際には改造されず、塗装変更によるものとなった[29][4]。

## 火炎怪獣 フレムラー
第7話「電子レンジ爆発0秒前」、第8話「兄弟の絆」に登場。
口から3万度の高熱火炎を放射して、周囲のプログラムを焼失してしまう。動きも俊敏で、長い尻尾による打撃も強力。下記のブリザラーより先に作られたが、弟とされている。
連日の戦闘で疲れ気味の直人を元気づけるため、ゆかがケーキを作ろうとしていることを知った武史が、嫉妬心からゆかのケーキ作りを妨害するために生み出した。ゆかの家の電子レンジのコンピュータ・ワールドを襲撃し、マグネトロンを加熱させてマイクロウェーブの異常発生を引き起こし、タイマー機能を利用した時限爆弾に作り換えて電子レンジもろともゆかを爆殺しようとしたが、バリアーシールドで火炎攻撃を押し戻され、プラズマブレードで尻尾と顔面を切断されてしまう。敗れはしたものの、「電子レンジを爆破する目的は達せられた」と判断され、カーンデジファーの命令を受けて退却した。
第8話では切断された尻尾と顔面を修復。各家庭のエアコンのコンピュータ・ワールドを破壊して回り、室温を急激に上昇させる。ブリザラーがグリッドマンと戦い始めると、ブリザラーを援護すべく途中から戦いに参戦した。最初はブリザラーとの連携により優位に立つが、グリッドマンの反撃でブリザラーと衝突し、仲間割れを起こした隙を突かれ、グリッドマンソードの二段斬りを受け倒される。
- スーツアクター：三宅敏夫
- 名前はフレイムに由来する[17]。手のイメージは溶接工の手袋[4]。デザイン時から弟であるとされている[4]。他に煙を吐くための煙突が肩にある「バーナラー」という案も存在した[17][4]。
- スーツアクターの三宅に着ぐるみがフィットしていたことから、最も多く流用されている[4]。
- 電光ヒーローシリーズNo.10としてソフトビニール人形が発売された[20]。

### 火炎怪獣 フレムラー（再生）
第19話「セクシー婦警SOS!」に登場。
婦警の美咲麗子巡査の手に渡ってしまった雑誌の中に挟まれていた武史の秘密メモを抹消するために再生され、美咲巡査が予約を入れていた美容院のコンピュータ・ワールドを襲撃。パーマ機を暴走させて火事を起こし、美咲巡査の代理で来た上司の藪下雅子巡査に火傷を負わせたが、狙っていたのは美咲巡査だったことと小火騒ぎ程度の火災にしかならなかったことから、計画は失敗に終わる。さらにカーンデジファーに火力の弱さを指摘され、メカフレムラーに改造された。

### 火炎怪獣 メカフレムラー
第19話「セクシー婦警SOS!」に登場。
フレムラーが強化改造されてパワーアップした姿。焼却炉を胸に持っているため火力が強化されており、口から放射する火炎の温度が1,000万度に上昇し、肩口からは殺人スモークを放出する。また、尻尾の火炎放射器、手足の指のロケット砲も武器とする。その強烈な火炎パワーでバリアーシールドをも簡単に吹き飛ばしてしまったが、ドラゴニックキャノンが変形したダイナファイターのダイナミサイルにより火炎を噴き出す喉を破壊され、グリッドビームで倒された。
- スーツアクター：三宅敏夫
- 着ぐるみはフレムラーの改造[出典 40]。デザイン画では角の向きが逆であった[29]。

## 冷凍怪獣 ブリザラー
第8話「兄弟の絆」に登場。
直人たちの兄弟喧嘩についての立ち話を偶然聞いた武史が、フレムラーの兄としてプログラムした怪獣。口からは冷凍ガスを放射し、指先からは氷柱を飛ばして攻撃する。また、ガスを背中のトゲから排気する。堅い氷に覆われたボディは防御力が高く、弟同様、長い尻尾による打撃も強力。
フレムラーと共に各家庭のエアコンのコンピュータ・ワールドを破壊して回り、室温を超低温の冷気で急激に低下させて極寒地獄に変える。エアコンを破壊しながら移動を繰り返していたため、当初はグリッドマンにも居場所を特定されなかったが、直人の家のエアコンのコンピュータ・ワールド内で暴れているところに遭遇して対峙した。
戦闘中に合流したフレムラーとの連携で戦いを有利に進めるも、グリッドマンの反撃でフレムラーと衝突し、仲間割れを起こした隙を突かれ、グリッドマンソードに貫かれ消滅した。
- スーツアクター：西村敦也
- 名前はブリザードに由来する[17]。
- 「メカブリザラー」のデザイン画も存在したが採用には至らなかった[11]。
- 電光ヒーローシリーズNo.11としてソフトビニール人形が発売された[20]。

## 忍者怪獣 シノビラー
第9話「悪魔の洗脳作戦」に登場。
オート・インテリジェンス機能を搭載し、人間の言葉を喋ることができる怪獣。手から投げるように放つ光る手裏剣と、両肩に収納された2本の鋭い刀が武器。一人称は「俺」で、「悪こそ最高の美学」が口癖。
全国統一模擬試験で成績が落ちたことに屈辱を感じた武史が、自分より優秀な人間を減らすために、直人たちも通う進学塾「HUMAN CREATIVE SCHOOL」桜が丘校のメインコンピュータに送り込んだ。塾の講師や生徒に次々と悪の洗脳教育を施し、堕落させる。その後は武史とカーンデジファーの命令で、塾の全国各支部のコンピュータを徹底的に破壊し尽くす作戦に移行した。
分身の術で円陣を作り、全方位からの攻撃でグリッドマンを翻弄するが、グリッドマンソードを変形させた武器・サンダーアックスで本体を一刀両断され、「悪こそ最高の美学」と叫びながら消滅した。
- 声：風間信彦[24][25]
- スーツアクター：三宅敏夫
- 名前は他に「ニンジャラス」という案も存在した[17][29]。
- 雑誌連載『電光超人グリッドマン 魔王の逆襲』（1994年10月号掲載分）に魔眼獣デビライトが甦らせた再生怪獣軍団の一体として登場している[32]。
- 『ウルトラ怪獣擬人化計画』にて擬人化された。
- 電光ヒーローシリーズNo.12としてソフトビニール人形が発売された[20]。

### 忍者怪獣 シノビラー（再生）
第15話「歪んだターゲット」に登場。
武史がゲームセンターで新作ゲーム「VIRTUAL SHOOTING GAME」を1時間以上遊んでいたせいで店員にゲームの電源を切られたことに腹を立て、その復讐のために再生復活される。容姿は以前のシノビラーのままだが、新たな武器として鎖鎌を装備しており、敵の攻撃をすり抜けて無効化する「空蝉の術」、火薬玉を投げつけて煙幕を起こす「火遁の術」といった新技も使う。
ゲームセンターのコンピュータ・ワールドに侵入し、「VIRTUAL SHOOTING GAME」の心臓部に鎖鎌の鉄球を当ててシステムを改変。筐体付属のライトガンを本物のレーザーガンに変え、さらにヘルメット型ディスプレイを通じてプレイヤーを洗脳し、現実の人間をゲーム画面のターゲットと誤認・狙撃するよう仕向けた。これにより、ゲームを遊んでいたゆかが町中の人々にレーザーを乱射し、警察の機動隊まで出動する騒ぎとなる。
グリッドマンを鎖鎌や忍術で苦しめるが、ツインドリラーのツインレーザーで鎖部分を切断される。その後はサンダーグリッドマンのパワーに終始圧倒された末に鎖鎌も失い、サンダーグリッドビームで消滅した。
- 声：江川央生[25]
- スーツアクター：西村敦也
- 名称を「再生シノビラー」[4]と記載している資料もある。初期では「ニンジャラス」という呼称であった[4]。
- スーツ改造案のデザイン画も存在したが、実際には改造されなかった[29]。

### カンフーシノビラー
第29話「愛犬爆弾計画」に登場。
シノビラーが再生・強化改造されてパワーアップした姿。性格も以前より荒々しくなっている。
以前よりも接近戦での格闘能力やパワーが強化され、カンフー殺法を得意とする。新たな武器として右肩にヌンチャクを装備しており、鎖部分を使って首絞め攻撃を仕掛けたり、直線に引っ張ることで1本の棒に変形できる。さらに両肩からは追尾性のある手裏剣型の赤い光弾を連射するシノビラー拳・爆裂光波弾やシステム組み換え光線を繰り出し、粒子のように全身を分解して背後から出現する「シノビラー微塵隠れの術」という回避技、全身を赤熱化させる技も使用する。
武史が道を歩いている最中に犬に吠えられ、驚いた拍子に出前中の蕎麦屋と衝突した挙げ句、自分は悪くないのに蕎麦屋に罵声を浴びせられたことに腹を立て、犬を甘やかす人間を痛めつけるために作成した。
ペットアイテム社のホストコンピュータを襲撃して、同社が製造・販売しているコンピュータ制御の最新型首輪に凶暴化信号を送り込み、それを受信した犬に飼い主を噛ませる事件を起こすが、カーンデジファーは「手ぬるい」と指摘し、首輪を時限爆弾に変え、犬を爆弾化する「愛犬爆弾計画」に変更。カーンデジファーが反対する武史を洗脳したことで、愛犬爆弾計画を実行に移す。直人たちの目の前でも、実際に爆弾首輪を着けた犬が1匹犠牲となった。
多彩な技でグリッドマンを苦戦させるもキンググリッドマンに合体され、次第に劣勢となる。棒を捨てられた上にキンググリッドランチャーでダメージを受け、意識が朦朧となりながらも執念で立ち上がり攻撃しようとしたが、キンググリッドビームを受けて敗れた。
- 声：江川央生[25]
- スーツアクター：三宅敏夫
- 着ぐるみはシノビラーの改造[出典 49]。他に「コマンドーシノビラー」という改造案も存在した[29][4]。
- 本作品に登場する怪獣の中では唯一、肩書きが存在しない。

## 地底怪獣 テラガイヤー
第10話「危険な贈り物」に登場。
全身が頑丈な皮膚で覆われており、カブトムシのような甲殻昆虫に類似したフォルムと左右二対の4つの目を持つ。背中の模様はドクロのようにも見える。角から撃ち出す破壊光線と口から放射する塩酸ガスが武器。
公園で子供に水をかけられ、さらに水道水の味の悪さにも腹を立てた武史が、水道水を利用して人々を恐怖に陥れるために作成した。桜が丘水道局の水質管理コンピュータを襲撃し、地底（基板のシリコン）に潜り込んでプログラムを書き換え、水から取り出した水素を水の消毒に使われる塩素と化合させて、水道水を危険な濃塩酸に変える。
事前に仕掛けておいた罠でグリッドマンを捕らえ、地中からのガス攻撃で苦しめるが、サンダージェットとツインドリラーが登場したことで形勢逆転。地上でサンダージェットの相手をしている隙にツインドリラーに罠を破壊され、サンダーリングでガス攻撃を封じられた後、グリッドビームで倒された。
- スーツアクター：西村敦也
- 名前はテラとガイアに由来する[17]。
- デザインは甲虫をモチーフとしており、初期案ではオケラやオウゴンオニクワガタをイメージソースとしていた[29][4]。第二案では口を角の上下に持っているデザインが描かれた[4]。
- 電光ヒーローシリーズNo.13としてソフトビニール人形が発売された[20]。

## 鋼鉄怪獣 メタラス
第11話「おこづかいは十万円?」に登場。
全身がメタリックボディーに覆われた怪獣。胸の発光体からバリアを発生させることで光線や光弾をも跳ね返し、右手の鋏と左手の鎌を用いた近接戦闘を行う。また、口からはシステム組み換え光線を放つ。
人間が金銭に振り回されることに着目した武史により、桜が丘商店街のレジ管理システムを襲撃して改ざんする。プリペイドカードの残高を10万円に書き換え、使い切ったカードを通すとレジが100秒後に爆発する時限爆弾と化す「恐怖の買い物ゲーム」を仕掛けた。
その頑丈な身体と反射能力でグリッドマンを苦戦させるが、ゴッドタンクのゴッドキャノンで発光体を破壊され、グリッドビームを受けて消滅した。
- スーツアクター：三宅敏夫
- 名前はメタルに由来する[17]。
- 初期デザイン案では球体パーツとエッジパーツを組み合わせたオブジェとして描かれていた[29]。
- スーツの角は当初FRP製であったが、尖っていてアクション担当者が怪我をしたため、現場で柔らかい素材に作り直された[51]。
- 電光ヒーローシリーズNo.14としてソフトビニール人形が発売された[20]。

### 超鋼鉄怪獣 ネオメタラス
第22話「復活! 恐竜帝王」に登場。
メタラスが再生・強化改造されてパワーアップした姿。全身が「デジニウム超合金」で覆われており、グリッドマンの攻撃を通さない。口からは怪光線を発射し、胸部から出すメタラスビームはダイナドラゴンのドラゴンロアーと渡り合うほどの威力を持つ。しかし、以前のメタラスが持っていたバリア能力は失われており、戦い方もより荒々しくなった。
武史とカーンデジファーの自尊心から生み出され、桜が丘丘陵で発見されたニホンティラノサウルスの骨格データを改ざんし、化石発掘現場にあるショベルカーの制御システムに侵入して暴れ回り、ショベルカーを暴走させ、化石を破壊しようとした。
発掘現場から直人を呼び寄せるのにエネルギーを使い切っていたグリッドマンを苦戦させたが、ドラゴンフォートレスが変形したダイナドラゴンの登場により逆転。2対1の戦いとなって追い詰められ、化石が破壊される寸前でグリッドビームを喰らい倒される。
- スーツアクター：西村敦也
- 準備稿では「ダークメタラス」という名称であった[18]。
- 着ぐるみはメタラスの改造[出典 56]。他に全身を黒くしシルバーの縁取りを施した「ダークメタラス」という改造案も存在した[29]。
- 雑誌連載『電光超人グリッドマン 魔王の逆襲』（1994年5月号掲載分）にネオカーンデジファーが甦らせた怪獣として登場[53]。その後、1994年10月号掲載分にも魔眼獣デビライトが甦らせた再生怪獣軍団の一体として再登場している[32]。
- クレジットおよび作中のテロップでは一貫して「超綱鉄怪獣ネオメタラス」と誤記されている。

## 磁力怪獣 マグネガウス
第12話「怪盗マティに御用心!」に登場。
4足歩行の岩石のように頑丈な皮膚を持つ重量級怪獣。両肩に生えたマグネホーンからあらゆるプログラムを打ち砕く強力な磁力破壊光線を放つ。口からは攻撃技としても応用可能なシステム組み換え光線を放つほか、体の周囲にバリアを張り巡らせて敵の攻撃を防ぐこともできる。
警備会社「キャッツアイ警備保障」の防犯用セキュリティシステムを襲撃し、プログラムを改ざんすることで、同社のセキュリティシステムを導入している家庭を混乱させる。ゆかの家にも異常が起き、良枝と良仁が家の中に閉じ込められた。
多彩な攻撃技と額のパーツからエネルギーを吸収する能力でグリッドマンの戦闘力を大幅に低下させて窮地に追い込むが、3機のアシストウェポンが合体したゴッドゼノンが現れたことで戦況が逆転。磁力破壊光線で応戦しダメージを与えるも、ゴッドパンチでバリアを突破され、マグネホーンを破壊された後グリッドビームで倒された。
- スーツアクター：西村敦也
- デザインは、鉱石のような黒と隙間の赤のコントラストで磁石のイメージを表現している[29][4]。当初、スーツは前脚が長く造られていたが、格闘時に不自然なポーズとなるため改修された[8]。
- 電光ヒーローシリーズNo.15としてソフトビニール人形が発売された[20]。

## 電気怪獣 ジェネレドン
第13話「スポーツなんか大嫌い」に登場。
自在に電気を操る能力を持つ怪獣。体を震わせることで大電流を発生させ、周囲の物体を完全に破壊する。また、強烈な衝撃波を全身から放射することで、外部からの攻撃をすべて弾き返す。
スポーツクラブ「JOINER」の柏木コーチに「貧弱な体」「ひ弱な男は女の子に嫌われる」とゆかの前で馬鹿にされたことに腹を立てた武史によって作成され、スポーツクラブの室内ジムにあるコンピュータへ侵入、健康管理プログラムを改ざん・破壊し尽くした。これによってジムのトレーニングマシンが暴走を起こし、宗一郎、寛司、英世が使用中のマシンから降りられなくなった。
電気攻撃と口からエネルギーを吸い取る能力でグリッドマンを弱体化させるが、グリッドマンと3機のアシストウェポンが合体したサンダーグリッドマンに電気攻撃は効かず、ドリルブレイクで倒された。
第23話ではCGの姿で再生され、メカジェネレドンに改造されるシーンに登場する。
- スーツアクター：西村敦也
- 名前はジェネレーターに由来する[17]。他に「エレクドン」「エレキドン」などの案が存在した[17]。
- デザイン画では、首の角がムチのように伸びるという設定が描かれていた[29][4]。角は電飾を入れるため、透明となっている[4]。
- 準備稿ではプールの水が沸騰するという描写もあった[18]。
- 電光ヒーローシリーズNo.16としてソフトビニール人形が発売された[20]。

### 暗殺怪獣 メカジェネレドン
第23話「暗殺! 地獄の雷鳴」に登場。
ジェネレドンが再生・強化改造されてパワーアップした姿。唯一、他の強化怪獣と違い改修後の肩書が完全に変わっている。体を振動させて放電する能力は失われているが、代わりに両肩に増設された発電機状のパーツから電気エネルギーを吸収して物を破壊する。口からは破壊閃光とシステム組み換え光線、角からは電撃光線を放つ。
武史が対グリッドマン用に作り上げた怪獣。完成直前に一度、停電により全データが消えてしまったため、これをヒントにグリッドマンが居るコンピュータ・ワールドをシャットダウンさせてグリッドマンを消去する作戦に投入された。
桜が丘変電所のコンピュータ・ワールドに侵入してコンピュータを破壊し、停電騒ぎを起こしてグリッドマンをおびき出すと、パサルートを封鎖してグリッドマンを孤立させる。
直人が自家発電装置の実験中の事故で左腕を怪我したまま合体したため、グリッドマンも左腕の痛みで満足に攻撃できず、苦戦を強いられる。さらには避雷システムを組み換えて変電所に雷を落とそうとしたが、封鎖を突破して駆けつけたダイナドラゴンの援護もあり、間一髪でシステムの修復に成功。2対1の戦いに持ち込まれ、投げ飛ばされた後、グリッドビームで倒された。
- スーツアクター：西村敦也
- 着ぐるみはジェネレドンの改造[出典 64]。

## 幻覚怪獣 ダズルバ
第21話「処刑!! 夢のヒーロー」に登場。
両手に備わった鞭が武器。角からはシステム組み換え光線、口からは幻覚光線を放つ。
十字架に磔にされ、グリッドマンに握り潰される夢を見た武史が、腹いせに人々を悪夢で苦しめるため作成。安眠できると流行中のコンピュータ内蔵のハイテク枕「DREAM NIGHT」のマイクロコンピュータに侵入してシステムを組み換え、DREAM NIGHTを使用して眠る人間全員を、永遠に覚めることのない悪夢（内容は「磔にされたグリッドマンの公開処刑」）の中に閉じ込めた。
直人たちを目覚めさせるためにグリッドキネシスを使い、エネルギーを著しく消耗していたグリッドマンに幻覚を見せて苦しめたが、ドラゴンフォートレスが分離したキングジェットとダイナファイターのフォーメーション攻撃で口を破壊され、グリッドビームによって倒される。
システムが正常に戻ったと同時に、夢の世界のグリッドマンも磔から解放されて動けるようになり、夢の世界のカーンデジファー一味を撃破した。
- スーツアクター：三宅敏夫
- 名前はダズルバグ（幻惑する虫）の略[17][4]。
- 着ぐるみはテラガイヤーの改造[出典 67]。頭部や腕は新造[4]。頭部のハサミは小ぶりに造形された[4]。

## 植物怪獣 プランドン
第24話「恋! バイオフラワー」に登場。
植物をモチーフとする怪獣。口からシステム組み換え光線を放つ。戦闘では怪力しか取り柄がなく、葉っぱのような腕を力任せに振り回す戦法をとる。
ゆかに告白できなかった恨みを花束のせいにした武史が、世界中の人間から植物に対する愛情を奪うべく作成。バイオ園芸センターのコンピュータに侵入し、バイオフラワー「リフラン」の遺伝子構造を組み換え、有害な毒花粉をまき散らす危険な毒花に変化させた。
巨大な体躯でグリッドマンを苦しめるが、ダイナドラゴンがサポートに駆けつけ形勢逆転。グリッドライトセイバーで体を4つに切断され倒された。
- スーツアクター：西村敦也
- 名前はプラントに由来する[17]。
- 着ぐるみはメカステルガンの改造[出典 69]。翼を葉に置き換えている[4]。

## 毒煙怪獣 ベノラ
第25話「決戦! ヒーローの最期（前編）」、第26話「決戦! ヒーローの最期（後編）」に登場。
両肩の突起から敵の中枢神経を麻痺させる毒ガスを噴射し、口からは火炎弾を吐く。
自分を轢きそうになった工事車両の運転手に罵声と排煙を浴びせられた武史が、公害の危険を叫びつつも空気の汚染を止めようとしない人間たちを罰するべく作り出した。工場の排煙処理システムのコンピュータに侵入して暴れ回り、工場の煙突から出る煙を有毒ガスに組み換えて街中に充満させる。
肩から放たれる毒ガスにはグリッドマンの中枢神経を麻痺させる物質が含まれており、これを吸わされたグリッドマンは過去に戦ってきた怪獣たちの幻覚に苦しめられることとなった。援護に駆けつけたダイナドラゴンも圧倒され、なす術を失ったグリッドマンはついに力尽きてその場に倒れ込んでしまい、ダイナドラゴン共々撤退に追い込まれる。
邪魔者が消えた余裕から、その後もカーンデジファーの命令で暴れ続け、それにより有毒ガスの煙は関東一円にまで広がり、政府が非常事態宣言を発令するほどの大混乱に陥った。
再戦時はグリッドマンの猛攻に苦戦しながらも、マウント攻撃を仕掛けてきた際の一瞬の隙を突いて火炎弾でグリッドマンを怯ませ、再び毒ガスと火炎弾の併用攻撃でピンチに陥れる。だが、キングジェットと合体したキンググリッドマンの前には毒ガスも火炎弾も通用せず、キンググリッドランチャーで肩の噴射口を破壊され、キンググリッドビームを受けて敗れ去った。
この戦いは武史が仕掛けた映像投影システム「デッドプロジェクター」を通して現実世界に中継され、コンピュータ・ワールドとグリッドマンの存在が初めて一般の人々にも認知されることとなった。また、この時、カーンデジファーも映像を通して自ら現実世界に姿を現し、正式に人類への宣戦布告をした。
- スーツアクター：西村敦也
- 名前はベノンに由来する[17]。他に「ベノラー」という案も存在した[29]。
- 着ぐるみはボルカドンの改造[出典 72]。初期デザイン案ではドクトカゲをイメージした腕と頭だけを改修した四足歩行怪獣として描かれていた[出典 73]。その後、直立タイプのものに変更され、トゲを全身に追加したものが決定稿となった[4]。
- テレビアニメ『SSSS.GRIDMAN』では、ベノラと同型の霧の怪獣が登場[44]。資料によってはベノラとして紹介している[46][45]。詳細は作品項目を参照。

## 電波怪獣 ボランガ
第27話「驚天! オモチャの反乱」に登場。
青く光る両目と、ステゴサウルスのような恐竜を連想させる板状の背ビレが特徴。グリッドマンを軽々と投げ飛ばすほどの怪力を持ち、先端に棘の生えた長い尻尾も強力な武器となる。口から怪電波を収束して連射するほか、グリッドマンの攻撃を弾き返す怪光線を放つ。冒頭からコンピュータ・ワールドで暴れていたため、武史製作のCGは出てきていない。
外で絵を描いている最中、ラジコン戦車で遊ぶ子供たちにペイント弾をかけられた武史が恨みを晴らすために作成。ラジコン戦車のコントローラーに侵入してシステムを破壊し、町中の玩具を操って子供たちを襲わせた。操られた玩具は火花や殺傷力のある実弾を発射する。
怪力と破壊電波でグリッドマンを追い詰めるが、キンググリッドマンのキンググリッドビームで倒された。
- スーツアクター：三宅敏夫
- 名前はパラボラアンテナに由来する[17]。
- 着ぐるみはメカギラルスの改造[出典 75]。尻尾はベノラのものを流用[35][4]。デザイン画はラフデザインのみが描かれた[29]。デザイン画での名称は「ボランガー」[4]。巨大な板状の背びれを追加して、結晶の印象を打ち消している[4]。

## 盗視怪獣 アイガンガー
第28話「神かくし! ゆかが消えた!!」に登場。
4足歩行の怪獣。武史がゆかを独り占めするために作成した。頭部に備わるレンズ状の器官からは1,000万度の超高熱や電撃ビームを発する他、システム組み換え光線を照射し、被写体をテープの中に取り込むシステムを作る。
武史のビデオカメラに潜み、ゆかをテープの中に閉じ込める。その後も武史はカメラを持ち歩き、自分を轢きそうになったタクシードライバーや演説中の市長選候補者、果ては電車の運転手（これはバッテリー切れにより失敗）など、自分の気に障るような人間を次々と閉じ込めていった。
武史がビデオカメラを持って移動していたため、グリッドマンも当初は所在が掴めなかったが、切れたバッテリーの充電のために電器店のコンセントに繋いだことから、グリッドマンのアクセスを許してしまう。拘束光線発射システムを構築して、そこから放たれるロープ状の光線でグリッドマンの動きを封じ、さらにレンズから火炎弾を連射してグリッドマンを苦しめるも、パワーアップして蘇ったゴッドゼノンにレンズと拘束光線発射システムを破壊され、グリッドライトセイバーで両断された。
- スーツアクター：西村敦也
- 名前は目（EYE）に由来する[17]。デザイン画での名称は「ビデオガウス」[4]。準備稿では「盗視怪獣アイガー」という名称であった[18]。
- 着ぐるみはマグネガウスの改造[出典 76]。頭部は銃口とカメラをデザインソースとしている[29][4]。他に植物怪獣への改造案も存在した[11]。

## 魔力超獣 ジュバゴン
第30話「世界滅亡の日」に登場。
西洋のドラゴンのような外見をした超獣。マジッククリスタルを頭に備えている。胸から放射する火炎攻撃ブレストバーベキューが必殺技。さらに角からは魔力光線、口からはシステム組み換え光線を放つ。
よく当たると評判のコンピュータ占い機「トキメキ星雲」でゆかとの恋愛運を占った武史が、指示された手順に従ったにもかかわらず、ゆかには無視され、さらに「井上ゆか造」と名乗るオカマに強引に迫られセクハラされたことに激怒し、占いに一喜一憂する人間たちをカーンデジファーの下僕にするべく出撃させる。
トキメキ星雲のコンピュータ・ワールド内に、システム組み換え光線で「呪文の塔」を形成。占いに来た人々に呪文の塔から無気力にさせる言いなり光線を浴びせ、さらに「今日で世界が滅亡する」と信じ込ませて欲望のまま好き勝手に生きるよう洗脳し、町中を大混乱させた。
直人も「今日1日で人生が終わる」と洗脳され無気力な状態となり、恐怖でグリッドマンとの合体を拒否してしまう。グリッドマンは仕方なく強制的に合体させて出動するが、それでも直人は怖気づいて戦おうとせず、一方的に叩きのめされる。
その後、カーンデジファーの命令でグリッドマンに言いなり光線を浴びせ、洗脳。操られたグリッドマンと共に暴れ回り、手を取り合って勝鬨を上げた。
グリッドマンを立ち直らせるため出撃したゴッドゼノンがグリッドマンと戦っている間も破壊活動を続けるが、ゆかの「直人への愛を込めた」プログラムでグリッドマンが正気に戻り、角を破壊されて反撃を喰らう。ブレストバーベキューも回避され、ネオ超電導キックで倒された。
- スーツアクター：三宅敏夫
- 名前は呪文に由来する[17]。初期案では「魔力怪獣ゾディアス」という名称の四つ脚の西洋竜であり、山羊の角や背びれはその名残[4]。
- 着ぐるみはメカフレムラーの改造[出典 78]。

## いたずら怪獣 テレボーズ
第31話「怪獣ママは女子大生」に登場。
カーンデジファーが入れられたフロッピーディスクを拾った女子大生の遥キララが、カーンデジファーにそそのかされてプログラムした怪獣。いたずら好きな一面はあるが、優しい性格。一平には「迫力がない」、ゆかには「ひょうきんな顔して、かわいいぐらい」と評された。武器は持っていないが、かなりの力持ちで、見た目によらず動きも素早い。風船のようにふわふわとジャンプすることも可能。
「いたずら電話をしてやりたい」というキララの身勝手な要望で電話局のコンピュータに侵入。システムを組み替えて暴れ回ったことで、通話中の声を全て逆の意味の悪口に変化させた。これにより町中で喧嘩が勃発し、大騒ぎになる。一平も被害に遭ったが、グリッドマンから原因を聞いていたため直人と絶交せずに済んだ。
「あくまで遊んでいるだけ」というキララの説得を受け、グリッドマンも軽く宥めてからシステムを修復する程度に留める。しかしその最中、キララのパソコンから武史のパソコンに戻ってきたカーンデジファーが武史に指示し、凶暴な怪獣に作り替えてしまった。
- スーツアクター：西村敦也
- 名前はテレフォンといたずら坊主に由来する[17]。
- 着ぐるみはニセアノシラスの改造[出典 80]。全体的に丸っこくしている[4]。デザインは角などが黄色いカラーリング案も存在した[29]。また初期デザイン案では尾がピコピコハンマーになっているなど、いたずらの要素が強調されていた[29]。
- 声は音響効果の森川永子の声を加工したもの[1]。

### いたずら怪獣 テレボーズ（変身）
第31話「怪獣ママは女子大生」に登場。
凶暴化後は顔が凶悪な形になり、ピンク色の全身に黒い模様が追加され、持ち前の強靭な腕力に加えて口から毒ガスを放射するようになる。
毒ガスでグリッドマンを苦しめるが、耐毒性能が高いキンググリッドマンには効果がなく、最後は謝るふりをしてキンググリッドマンに飛びかかろうとしたものの、キララから教えられた弱点である背中の角にキンググリッドランチャーを受けて撃墜され、キンググリッドビームで倒された。

## 吸引怪獣 ギュルンバ
第32話「人間掃除機の襲撃!」に登場。
強力な吸引能力を持った怪獣で、巨大な口で何でも吸い込んでしまう。両腕に3本の長く鋭利な爪を持ち、指の付け根にある発射口から竜巻状の破壊光線を発射して物を破壊する。また、システム破壊光線を手から放つ。尻尾の先端には鋏があるが、戦闘で使うことはなかった。
武史が道端にガムを吐き捨てた男を注意して逆ギレされ、暴行を受けたことに腹を立て、「公衆道徳を守らない人間のクズ」を掃除するために生み出した。
コンピュータ制御式のハイテク掃除機に侵入し、「人間掃除機」に作り替え、平気でゴミを道に捨てるようなマナーの悪い人間を次々と縮小して吸い込んでいった。掃除機ごと移動していたため、当初は所在が掴めなかったが、一平が掃除機を自宅に誘導させ、直人が仕込んでいた充電コードを使い、掃除機が目の前のコンセントでバッテリーを充電し始めた隙にグリッドマンが突入する。
吸引攻撃でグリッドマンをも吸い込もうとしたが、サンダージェットのサンダーミサイルで口の下顎を破壊されて吸引攻撃ができなくなり、形勢が逆転。サンダーグリッドマンに光弾もかき消され、サンダーグリッドビームで倒された。
事件後、直人たちは「ゴミを捨てなきゃいけない」と被害に遭った親たちに叱られ、最初のターゲットになった掃除機に吸い込まれたガムを吐き捨てた男は懲りずにガムを吐き捨てたために、武史に再度注意され、武史をまた殴ろうとしたが、武史にギュルンバのことを持ち出されたために怯えて逃げ出した。やり方に問題はあったものの、武史が善行を行い、事件解決に貢献した直人たちが小言を言われるため、いつもとは逆でハッピーエンドを迎えるという珍しい話であった。
- スーツアクター：三宅敏夫
- 名前は吸い込む語感に由来する[17]。
- 着ぐるみはメカバモラの改造[出典 85]。口はステルガンの頭部を改造したもの[51]。原案では「大口怪獣ハングリオン」という名称で、腕と頭部が変更されている[4]。デザイン画では口が小さく[29]、バモラの改造案であった「高周波怪獣フレグエン」の要素を引き継いでいる[11]。

## 怨念鬼獣 チドゲラー
第33話「もうひとりの武史」に登場。
武史の15年間の人生で積もりに積もった怨念の塊で、全身が骨でできている。また、時折泣き真似をしたり、拗ねたような動作を見せる。口からシステム組み換え光線や獣魂を放ち、肋骨から生えた8本の棘をミサイルのように飛ばして攻撃する。この棘はバリアーシールドを弾き飛ばすほどの威力を持つ。
自分と瓜二つの外見ながら性格は全く逆の好青年・タケオが直人やゆかと仲良くなる様子に対する武史の嫉妬心から生み出された。タケオが自分と同じマイクロチップ内蔵の腕時計を着けていたことに目を付け、電波塔のコンピュータに侵入し、発信システムを組み換えて腕時計を着けている人間の腕を操る。これによって「直人がゆかの尻を触る」「一平が自分の顔を手でつねる」など、本人の意思とは無関係に悪事や奇行に走る事態が続発した。
その後、様子見のために外出した武史がポケットコンピュータを使って操作したことで「軽食中のカップルがクレープを顔にぶつけ合う」「尼崎巡査が見境なく拳銃を発砲する」という騒動まで起こり、被害はさらに拡大する。しかし、タケオは時計を紛失していたため影響を受けなかった。
火炎弾と棘でグリッドマンを苦しめ、援護に駆けつけたゴッドタンクにも棘を浴びせ苦戦させるが、サンダーグリッドマンの前には火炎弾も棘も通用せず、ドリルブレイクを受けて怯んだところをサンダーグリッドファイヤーで倒された。
- スーツアクター：三宅敏夫
- 着ぐるみはジュバゴンの改造[47][9]。デザイン検討稿では、チョウザメをイメージしたウロコに覆われていた[29][4]。デザイン画での名称は「グラジラー」[4]。
- タケオは、武史役の菅原剛が一人二役で演じている。タケオの正体は最後まで不明だったが、ナレーターからは「武史がまだ幼いころ、『大きくなったら、こんな人間になりたい』――そう思った姿が、タケオとなって現れたのかもしれない」と解説されている[注釈 27][注釈 28]。

## 時空魔人 亜武丸
第34話「ボディガード弁慶参上!」に登場。
瞬間移動能力を持った魔人。シノビラーと同じ人型怪獣だが、劇中では登場時の名乗りと戦闘中の高笑い、計2回しか声を発していない。
先端に鉄球の付いた2本の電磁棒と、頭部にある単眼から放つ怪光線が武器。電磁棒は相手の身体に電磁波を流して攻撃する他、バリアー光線を発生させて敵の飛び道具を反射したり、電磁棒同士を繋げて1本にすることでリーチを長くすることも可能。
元々は武史が自分にカツアゲしてくる2人組の不良を懲らしめるために作成した怪獣。武史は不良のいる学校の場所を知らなかったため、どこへ送り込んでいいか分からず苛立っていたが、カーンデジファーの提案で武史にボディガードを付けることが決まり、武史の知らぬ間に桜が丘大学のスーパーコンピュータへ送り込まれる。
桜が丘大学で実験中だった瞬間物質移動システムをタイムマシンに作り替え、現代に武蔵坊弁慶を平安時代からタイムスリップさせた。弁慶が武史に絡んできた不良を追い払った後は、カーンデジファーの命令でシステムを破壊し、洗脳して凶暴化させた弁慶を操って町で暴れさせる作戦を遂行する。
瞬間移動と電磁棒を駆使した打撃でグリッドマンを翻弄。キンググリッドマンとの戦闘で電磁棒を弾き飛ばされながらも瞬間移動攻撃を続けたが、瞬間移動した直後を狙って放たれたキンググリッドファイヤーで倒される。同時に操られていた弁慶も正気に戻り、元の時代へ帰っていった。
- 声：松丸卓也（現・麻生智久）[25]
- スーツアクター：三宅敏夫
- 名前はアブダクションに由来する[17]。他に「転送怪獣アブダクス」という案も存在した[17][4]。シナリオ段階では「時空怪獣アブダクス」という名称であった[18]。
- 着ぐるみはカンフーシノビラーの改造[出典 89]。デザイン検討稿では怪獣寄りのイメージであったが、決定稿で怪人のイメージとなった[29]。

## ツッパリ怪獣 ゴロマキング
第35話「ぎくっ! スケバンゆか!?」に登場。
リーゼントのような角を持ち、学生服の上着を着ているようにも見える見た目が特徴。攻撃技として口から青い光弾ツッパリ光線やナイフ状の光弾を高速で放つ他、長い金色のチェーンを振り回し武器として扱う。拳にはメリケンサックのような棘もある。ロックを踊ることと昼寝が趣味。
ゆかが、直人と一平の不注意で髪が汚れたにもかかわらず2人を許したのを見て嫉妬に駆られ、「自分以外に向ける優しさなんて必要ない」と腹を立てた武史がゆかの優しさを消してしまうべく作成した。明確な自我を持ち人間の言葉を喋るが、口汚くひねくれた性格で、素直に武史の命令にも従わないが、彼から「行かないと削除するぞ」と警告されたことで渋々出撃する。
ゆかが使っているドライヤーのコンピュータ・ワールドに侵入し、システム組み換え光線でドライヤーから「ツッパリ光線」が放射されるようにシステムを改変、ゆかを金髪の不良に変貌させた。その後は大いびきをかいて寝たり、照明付きステージを用意して踊ったりエレキギターを弾いたりしてドライヤー内で遊んでいた。また、道子と大地も不良に変えている。
光弾や鎖攻撃でグリッドマンを苦しめるも、不良化したゆかが（ゲームだと思って）送り込んだツインドリラーの攻撃で一方的にダメージを受け、サンダーグリッドマンに合体されて立場が逆転。降参するふりをして騙し打ちを仕掛けたり、左腕に鎖を絡ませたりして抵抗したが、最後は鎖を引きちぎられ、サンダーグリッドビームで倒された。
- 声：松丸卓也（現・麻生智久）[25]
- スーツアクター：西村敦也
- 着ぐるみはブリザラーの改造[出典 92]。デザインは学ランをモチーフとしている[29]。初期案では「ツッパリ怪獣バリバラー」という名称のバイクの排気管が背中に描かれたものであった[4]。

## 暴君超獣 デビルフェイザー
第36話「やったぜ! ベイビィ」に登場。
頭と胸に備わった髑髏が特徴的な超獣。今までよりもさらに強力な怪獣として作成され、頭部の髑髏状のパーツから強力な電磁波を発射し、口からはシステム組み換え光線のほか、必殺の電磁火炎を吐き出す。接近戦においても、相手の攻撃をあえて受け止めてから反撃に転ずるという熟練された戦法を得意としている。
ハイテクショッピングビル「マップス桜が丘」の「あらゆるハッカーの侵入も完全に防ぐ」という強固なセキュリティシステムを映像で知った武史が、何度かハッキングを試みようして失敗し続けたため、プライドを傷つけられたと感じ、報復のためにシステムの管理ルームへ送り込んだ。最初はセキュリティガードに阻まれ、パサルート内で立ち往生してしまうが、電磁波を浴びせてガードを破壊、侵入に成功する。そのままシステムを組み換えて暴れ回り、ゆかとその従姉で妊娠中の新庄アキホをエレベーターの中に閉じ込めた。
持ち前の高い戦闘能力でグリッドマンを圧倒し、ゴッドゼノンが援護に駆けつけ2対1の状況になってもなお、電磁波で操作したゴッドパンチをグリッドマンに命中させるなど苦戦させるが、頭の髑髏が弱点になっていることを一平に見破られ、ゴッドゼノンに取り押さえられながらスパークビームで髑髏を破壊され弱体化。最後はゴッドゼノンの新技・ゴッドブレイカーで吹き飛ばされ、グリッドビームを受けて倒された。
- スーツアクター：三宅敏夫
- 着ぐるみはチドゲラーの改造[出典 93]。当初はジェネレドンを改造した頭が2つある「最強怪獣ダブルフェイザー」という怪獣であった[29][4]。
- 劇中で武史が作成した怪獣のCGの中で唯一、3DCGで描かれている。

## 毒蜘蛛超獣 カーンジョルジョ
第37話「えっ! パパが死刑?」に登場。
蜘蛛のような外見をした超獣。「ジョジョジョジョ〜」と鳴き、動きは俊敏。手から高圧電流を放射する蜘蛛糸の網を放ち、口からはシステム組み換え光線や破壊弾を吐く。牙には猛毒を持つ。「カーンジョルジョ」という名前はカーンデジファーの命名によるもの。
武史が立ち小便を尼崎巡査に厳しく取り締まられたことに腹を立てて作成し、司法省のホストコンピュータに侵入して「強い者や権力のある者に都合よくできているだけ」の現行法律を、悪事を正当化する「カーンデジファー憲法」に書き換えて制定。さらに司法省のネットワークが裁判所や検察、警察とも連動しているのを利用してこれらの機関を掌握し、「掃除したら罰金1,000万円」「万引きを表彰」などの歪んだ法律で人々を混乱させる。宗一郎も「安全運転の罪で懲役10年」「無事故無違反の罪で死刑」を宣告され、刑務所に入れられた挙げ句に電気椅子の刑に処されかかった。警察無線を経由して、警察官を操ることもできる。
蜘蛛網で捕らえたグリッドマンに高圧電流攻撃を浴びせ苦戦させるが、ダイナドラゴンのドラゴンロアーで網を燃やされ脱出される。最後はキンググリッドマンのパワーの前に追い詰められ、破壊光弾も通用せず動揺したところにキンググリッドランチャーを受けて戦意喪失し、キンググリッドファイヤーで焼き尽くされた。
- 声：川津泰彦
- スーツアクター：三宅敏夫
- 着ぐるみは身体がボランガの改造[出典 95]。尻尾はメカバギラ[9]、頭部はダズルバのものを流用[47][4]。

## 悪臭怪獣 スカボーン
第38話「危うし地球!」に登場。
武史いわく「最高の自信作」。尻尾の先にある2本の噴射口から、強力な赤い悪臭ガスを噴出し攻撃する。武史製作のCGは登場せず、また、誕生のきっかけとなる出来事も特に語られない。
桜が丘中央ゴミ処理場のメインコンピュータに、焼却炉温度制御プログラムのバグを装って侵入。ゴミ焼却炉にエラーを起こしてゴミを焼く際に発生する高熱と悪臭で街中を覆い尽くした。
破壊行動を行わないため、当初はグリッドマンにも気付かれなかったが、武史のゆかへの逆恨みに起因する暴走により、呼吸困難者が続出するほど強い悪臭と煙を放ったことで存在が露見し、グリッドマンとの交戦を余儀なくされる。
バグへの偽装が完璧である一方、戦闘能力は低く、戦いでは武史がカーンデジファーから「馬鹿」「うつけ者」と罵倒されるほど劣勢を強いられる。ダイナドラゴンのドラゴンロアーで噴射口を破壊されたことで悪臭攻撃も封じられ、最後はキンググリッドマンのキンググリッドビームで倒された。
あまりにも不甲斐ない結末で、しかも敗因が武史の一方的な怒りであったことから、武史は怒り狂ったカーンデジファーに「お前はもういらん」と見限られ、自宅からも追われることとなる。
- スーツアクター：西村敦也
- 名前は臭気からの連想でスカンクに由来する[17]。
- 着ぐるみはダズルバの改造[出典 96]。他に「粘着怪獣ギソラー」という改造案も存在した[11]。腕はベノラのものを流用[51][4][35]。

## 『電光超人グリッドマン 魔王の逆襲』の登場怪獣
本節では、雑誌連載『電光超人グリッドマン 魔王の逆襲』の登場怪獣を列挙する。同作品の怪獣はスーツではなくミニチュアで表現された。

### ネオカーンデジファー
カーンデジファーの弟。兄の爆発で生じた次元の裂け目から怪獣を現実世界に出現させる。

#### ガイストデジファー
1994年11月号に登場。ネオカーンデジファーが倒された怪獣の魂と合体した姿。胸の目から撃つ緑色のビームとロケットパンチが武器で、バリアを張って身を守る。サンダーグリッドマンのメカを蹴り壊すなどして善戦するも、ダブルグリッドビームを受けて爆死。

### 超熱怪獣 マグマギラス
1994年6月号に登場。体内に熱エネルギーを持つ怪獣。口から30万度の火炎弾を吐き、角から100万度のプラズマ熱線を撃つ。マグマを常食しており、胸のコアには1億度のエネルギーを持っている。東京を襲うが、ブレットスクリューで倒された。
- 初期案では人工太陽をモチーフとしていたが、最初の怪獣であることからわかりやすい恐竜型となった[60]。デザインを担当した赤松和光はフレムラーを改造したように見せることを意図しており[6]、設定画にもネオカーンデジファーがフレムラーのデータを元にしたことが記述されていた[57]。

### 深海怪獣 グラバス
1994年7月号に登場。両腕のハサミと硬い甲羅を持つ怪獣。口から火の玉（火炎球）を吐く。東京の港を火の海にするが、フルパワーグリッドマンの一斉砲火で粉砕された。
- 検討段階ではカニの他に首長竜もモチーフの候補に挙がっており、カニのハサミを首長竜の首に見立てた案も存在した[60][61]。

### ガンマン怪獣 マッドテキサス
1994年8月号に登場。山をも撃ち抜く拳銃を両手に持つ怪獣。高速で飛行することができる。グリッドマンシグマとの空中戦の末、シグマスラッシュで斬り倒された。
- デザインを担当した深川昌之は、テレビシリーズにおけるシノビラーに相当するライバル怪獣と想定しており、忍者との対比でガンマンをモチーフとした[61]。設定画でもシノビラーのAIを受け継いだと記述されていた[61]。

### 要塞超獣 ゴルゴベロス
1994年9月号に登場。3つの頭・2本の腕・4本の脚を持つ巨体の怪獣。全身に砲塔を備え、口からビームのようなものを吐く。東京を襲うが、電光回転斬りで一刀両断にされ敗れた。
- デザイン段階では、飛行怪獣の空爆竜と双頭怪獣の要塞獣が合体するという想定であった[60][62]。

### 魔眼獣 デビライト
1994年10月号に登場。全身が目玉で構成されている怪獣。目から催眠光線を出すほか、胸の目から出す光線で過去に倒された怪獣を蘇らせる能力も持つ。ギラルス、ステルガン、ネオメタラス、シノビラーを蘇らせてグリッドマンたちを襲ったが、ドラゴンスパイラルの前に敗れ、再生怪獣たちも消滅した。